# سدریک بانل
سدریک بانل (به فرانسوی: Cédric Bannel) کارآفرین و نویسنده قرن بیستم میلادی اهل فرانسه است.
از سدریک بانل برای اولین بار در ایران، سه اثر با ترجمۀ ابوالفضل الله‌دادی و در انتشارات نگاه منتشر شده که به سه‌گانۀ کابُل معروف است:
مرد کابُل
بد
کابُل اکسپرس
شخصیت اصلی این سه رمان کارآگاهی افغان به نام اُسامه قندار است و بخش مهمی از داستان‌ها در کابل رخ می‌دهد.